# Syd-Österbotten
För den ekonomiska regionen, se Sydösterbotten.
Syd-Österbotten är en svenskspråkig lokaltidning i Österbotten, Finland med en upplaga på drygt 7000 exemplar som utkommer tre dagar i veckan (tisdag, torsdag, lördag). Kärnområdet är kommunerna Närpes, Kristinestad, Kaskö och Korsnäs. Centralredaktionen är i Närpes och en lokalredaktion i Kristinestad.
Tidningens historia går tillbaka till Kristinestads Tidning som grundades 1897, men som drogs in av den ryska censuren 1900. En ny tidning grundades i Kristinestad av delvis samma bakgrundskrafter 1903 och fick namnet Syd-Österbotten.
I grannstaden Kaskö grundades Kaskö Tidning 1914. Tidningen flyttade 1964 till Närpes. Då var namnet Närpes-Övermark-Kaskö Tidning. 1968 blev namnformen Närpes Tidning.
Dagens Syd-Österbotten föddes genom en fusion av Närpes Tidning i Närpes och Syd-Österbotten i Kristinestad 1980.
Harry Schaumans stiftelse köpte 1992 en del av aktierna i det familjeägda tidningsbolaget och löste senare in hela aktiestocken.
Koncernen HSS Media, som ägs av stiftelsen, utger tidningarna Syd-Österbotten, Vasabladet, Österbottens Tidning och Pietarsaaren Sanomat.